# Storia dell'hockey su ghiaccio in Russia
La storia dell'hockey su ghiaccio in Russia copre il periodo che va dallo scioglimento dell'Unione Sovietica (26 dicembre 1991) a oggi.
Gli anni '90 furono caratterizzati da numerosi cambiamenti politici, soprattutto nell'Europa Orientale, in cui la colossale Unione Sovietica si sfaldò, dando origine a dodici repubbliche indipendenti (quindici se si considerano i tre stati baltici): il 1991 fu l'ultima stagione in cui si videro le celeberrime maglie rosse con la scritta CCCP. Durante i Mondiali Under 20 del 1992 (iniziati nel dicembre 1991) avvenne un episodio molto curioso: la compagine "russa" (termine improprio) cominciò il torneo come Unione Sovietica, ma lo terminò come Comunità degli Stati Indipendenti; il 1º gennaio 1992, infatti, l'URSS aveva chiuso la propria esistenza politica e fu sostituita, appunto, dalla CSI.
Qualche mese più tardi, la CSI partecipò ai Giochi olimpici di Albertville, tuttavia dal 1993 ogni Repubblica ex Sovietica avrebbe potuto presentare una propria nazionale: la CSI, guidata da Tikhonov vinse la medaglia d'oro olimpica, mentre un anno dopo la Russia, con Boris Michajlov in panchina, si laureò campione del mondo, continuando la grande tradizione dell'Unione Sovietica
Durante i XVI Giochi olimpici invernali di Albertville e i Giochi della XXV Olimpiade di Barcellona, la CSI fu denominata Squadra Unificata (Équipe unifié - EUN) e rappresentata dalla bandiera dei 5 cerchi e dall'Inno Olimpico. A partire dai XVII Giochi olimpici invernali di Lillehammer nel 1994 non vi furono più rappresentative sovranazionali riferibili alla disciolta Unione Sovietica e la Russia presentò una propria nazionale.
Viktor Tichonov, storico allenatore della Nazionale di hockey su ghiaccio maschile dell'Unione Sovietica, fu richiamato per le Olimpiadi Estive di Lillehammer nel 1994, ma dopo il quarto posto (prima volta in cui l'URSS / CSI / Russia fu esclusa dal podio olimpico) fu esonerato; tuttavia i numerosi cambi di tecnici (tra cui anche Fetisov nel 2002) non portarono ad alcun successo nelle competizioni importanti, tanto che il titolo mondiale del 1993 è ancora oggi l'ultimo trionfo per l'hockey russo.
Indubbiamente l'argento all'Olimpiade di Nagano 1998 e il bronzo a quella di Salt Lake City (2002) sono degli ottimi risultati, ma per una nazione abituata alle vittorie della "Big Red Machine" questo non è sufficiente; inoltre non vanno dimenticate alcune pessime prestazioni durante alcuni Campionati del Mondo, in cui la Russia fu esclusa dalle posizioni di prestigio: dopo l'oro del 1993, la nazionale russa è rimasta senza medaglie mondiali fino all'argento del 2002.
L'allenatore della Russia ai Giochi olimpici di Nagano fu Vladimir Yurzinov, che, nella sua lunghissima carriera, aveva guidato numerose squadre sia in patria (Dinamo Mosca, Dinamo Riga), sia all'estero (Finlandia, Svizzera), ricevendo sempre ottimi consensi: nel 1998, dopo diverso tempo come sia assistente di Kulagin e di Tikhonov, ebbe l'opportunità di guidare la nazionale ai Giochi olimpici di Nagano, raggiungendo la finale; se la Russia avesse battuto la Repubblica Ceca, forse Yurzinov avrebbe ricevuto i riconoscimenti che sicuramente meriterebbe.
Lo scioglimento dell'URSS provocò chiaramente delle variazioni al campionato nazionale: la Lega Sovietica fu inizialmente sostituita da quella della CSI (chiamata "CIS National League", "CIS International League", "CIS Inter-State League" o "Russian Inter-State League"), che comprendeva anche le squadre provenienti dalle altre Repubbliche ex sovietiche; nel 1996 fu istituita la Russian Hockey League (RHL), suddivisa in "Russian Super League" e "Russian Premier League", che prese il posto della Inter-State League.
Tuttavia, a causa di numerosi contrasti con la Russian Hockey Federation, la RHL fu sciolta e prontamente sostituita dalla nuova Professional Hockey League, che tuttora controlla la Super League e la Premier League. La Super League è la massima divisione russa, mentre la Premier League può essere paragonata alla Serie B.
Dopo aver dominato per anni il panorama internazionale, vincendo 32 titoli sovietici (l'ultimo nel 1989) e numerosi trofei a livello europeo, il CSKA Mosca entrò in una crisi profonda, evitando lo scioglimento solo grazie ad alcune sponsorizzazioni procurate da Tikhonov: sicuramente l'accordo più importante fu quello siglato con i Pittsburgh Penguins della NHL che diede vita ai famosi Russian Penguins (così furono chiamati gli juniores del CSKA). Nel 1993 le giovani speranze del CSKA si recarono in Nord America per disputare alcune partite contro le squadre della International Hockey League: complessivamente i Russian Penguins collezionarono appena 2 vittorie, a fronte di 9 sconfitte e 2 pareggi, ma tuttavia va ricordato che l'età media dei giocatori russi era di appena 20 anni; inoltre quelle partite assegnavano punti nella classifica della IHL e quindi erano considerate alla stregua dei normali incontri di "regular season".
Nonostante i buoni auspici, gli anni '90 furono alquanto turbolenti per la squadra dell'Armata Rossa, raggiungendo il culmine nel 1996, quando il Ministero della Difesa decise di riprendere il pieno controllo della formazione, licenziando Tikhonov: quell'evento provocò una lunghissima serie di scontri e battaglie che si chiusero con una drammatica divisione.
Il Ministero della Difesa fondò una nuova squadra, chiamata CSKA, che avrebbe partecipato alla Russian Premier League; diversi tecnici si alternarono sulla panchina, tra cui Boris Michajlov e Vladimir Krutov. Nel 1997 dalla divisa del CSKA scomparvero tutti i simboli (tra cui ovviamente la falce e il martello) riguardanti il comunismo.
Viktor Tikhonov mantenne il controllo sui Russian Penguins, che avrebbero partecipato alla Russian Super League; quella squadra, formata prevalentemente da juniores, fu denominata Hockey Klub (HK) CSKA, ma anche HK Moscow e, ovviamente, Russian Penguins.
Nessuna delle due compagini ottenne dei risultati soddisfacenti: il CSKA guadagnò la promozione nella Super League al termine della stagione 1996-97, ma il miglior piazzamento negli anni successivi fu il decimo posto nel 1999-2000; l'HK CSKA, dopo due campionati nella massima serie, retrocesse in Premier League nel 1998.
Nel 2001-2002, il CSKA disputò una stagione pessima, terminando in 17ª posizione (su 18 squadre), piazzamento che lo condannò alla retrocessione nella divisione inferiore; nel frattempo, l'HK CSKA disputò un ottimo campionato nella Premier League, meritandosi la promozione nella massima serie. Tuttavia, nel 2002 le due squadre furono finalmente riunite, dando vita ad un unico CSKA, che sotto la guida di Tikhonov raggiunse un discreto nono posto nella Super League.
Solo la Dinamo (campione nazionale nel 1992, 1993 e 1995) è in qualche modo riuscita a conservare il prestigio della Capitale, che sembra aver perso il proprio ruolo primario all'interno della RHL: nel 1993-94, il Lada Togliatti è diventata la prima squadra non moscovita a vincere il titolo nazionale, seguita nelle stagioni successive da altre formazioni come il Metallurg Magnitogorsk, l'Ak Bars Kazan e il Lokomotiv Yaroslavl.
Sicuramente, le formazioni moscovite hanno risentito maggiormente della crisi economica che ha colpito la Russia, senza dimenticare gli enormi problemi creati dalla mancanza di sponsorizzazioni adeguate; inoltre le squadre della capitale sono state estremamente penalizzate dal continuo esodo dei propri migliori giocatori verso la NHL.
Le formazioni provenienti dalle altre città (tra cui possiamo menzionare anche l'Avangard Omsk) sono, invece, riuscite a resistere alle difficoltà, prendendo nettamente il dominio del campionato nazionale; fece molto scalpore quando nel 1999, squadre storiche come Spartak, Soviet Wings, ma anche le importanti Traktor Chelyabinsk e Khimik Voskresensk retrocessero in Premier League.
Per il Campionato del Mondo 2004, i dirigenti della Federazione Russa avevano richiamato Tikhonov alla guida della nazionale, sperando che il tecnico ultrasettantenne riuscisse a far rinverdire i vecchi fasti. Indubbiamente, Tikhonov ha ricevuto critiche per i suoi metodi duri, ma nessuno può mettere in discussione la sua preparazione tecnica e tattica: il piazzamento finale (decimo) fu alquanto deludente, tanto che Tikhonov non fu confermato per le manifestazioni successive; tra l'altro, il vecchio allenatore è stato sostituito anche sulla panchina del CSKA.
L'attuale allenatore della rappresentativa nazionale è Viacheslav Bykov, già giocatore (in linea con Valery Kamenski e Andrei Khomutov nella compagine SSSR degli anni '80.
Tuttavia, nonostante le difficoltà, la Russia è ancora una nazione che sforna numerosi talenti in campo hockeistico: i mondiali giovanili sono spesso appannaggio della squadra russa, che entusiasma tutti gli osservatori con i suoi gioielli; nel 2003, la Russia si aggiudicò i mondiali Under 20 disputati a Halifax, sconfiggendo il Canada in una splendida finale. Poco tempo dopo aver conseguito la medaglia d'oro, l'eroe di quella squadra, Igor Grigorenko, rimase però coinvolto in un drammatico incidente stradale, da cui fortunatamente si riprese senza gravi conseguenze: per alcuni giorni, si temette addirittura per la vita della giovane stella, che qualche mese prima era stato scelto dai Detroit Red Wings.